# Circondario di Labiau
Il circondario di Labiau era un circondario tedesco, nella regione della Prussia Orientale. Esistette dal 1818 al 1945.

## Suddivisione
Al 1º gennaio 1945 il circondario comprendeva la città di Labiau, 118 comuni e 7 Gutsbezirk.